# Шарк-эль-Увейнат
Шарк-эль-Увейнат (Шарк-эль-Овейнат, Восточный Увейнат, Восточный Овейнат, Восточный Овайнат; араб. شرق العوينات‎) — крупномасштабный проект по освоению земель на юге Западной пустыни в Египте. Проект был начат в 1980-е годы. Финансирование проекта осуществлялось правительством, в настоящее время реализацией проекта занимаются частные компании. В 2021 году указом президента Египта дополнительные участки, находящиеся в государственной собственности, были переданы для дальнейших работ по мелиорации.
Проект нацелен на преобразование участков пустыни в территории, пригодные для сельского хозяйства. По состоянию на 2010 год площадь обрабатываемой территории составляла почти 5 000 км².
Орошение полей выполняется оросительной системой с центральным поворотом. В качестве источника воды используется подземная вода из Нубийского водоносного слоя. Этот источник медленно восполняется водой, и считается невозобновляемым.
Транспортировка пшеницы, картофеля и других выращиваемых на данной территории сельскохозяйственных культур осуществляется через аэропорт Шарк-эль-Овайнат.